# Musicorama
 (décembre 2017).
Si vous disposez d'ouvrages ou d'articles de référence ou si vous connaissez des sites web de qualité traitant du thème abordé ici, merci de compléter l'article en donnant les références utiles à sa vérifiabilité et en les liant à la section « Notes et références ».
Musicorama est le nom d'un spectacle musical présenté le plus souvent à l'Olympia de Paris, entre 1957 et 1975, organisé et diffusé par Europe 1. Il accueille des grands noms de la chanson française et de nombreux représentants des variétés internationales.
Le tour de chant est retransmis sur Europe 1, soit en direct, soit en différé, en partie ou dans son intégralité.

Exceptionnellement, le Musicorama de Johnny Hallyday en novembre 1967, pour cause du nombre de places limitées, est organisé à sa demande au Palais des sports de Paris, au grand dam de Bruno Coquatrix qui se retire du projet.
La programmation musicale est d'abord assurée par Bruno Coquatrix, Lucien Morisse et Pierre Delanoë (directeur des programmes de 1955 à 1960), puis par Jean-Michel Boris et Christian Brunet.

## Programmation
Quelques-uns des artistes ayant participé à Musicorama (liste non exhaustive) : 
Artistes francophones
Antoine (1966, 1967, 1968, 1969, 1974), Richard Anthony (1963), Hugues Aufray (1969), Charles Aznavour, Barbara (1969), Alain Barrière, Gilbert Bécaud, Jean-Roger Caussimon (1974), Alain Chamfort (1966), Les Charlots (1966, 1972, 1973 et 1975), Christophe (1974), Annie Cordy, Dalida (1957, 1958, 1959, 1962, 1965, 1966, 1975), Dani, Joe Dassin, Dave, Michel Delpech (1966, 1974, 1975), Jacques Dutronc (1966), Léo Ferré (1972), Claude François, Danyel Gérard (1959, 1962, 1963, 1965), Juliette Greco (1966), Johnny Hallyday (1966, 1967), Françoise Hardy (1963, 1965), C. Jérôme, Frankie Jordan (1961), Patrick Juvet (1973), Serge Lama (1973), Vic Laurens (1965), Félix Leclerc, Enrico Macias (1968), Mireille Mathieu, Eddy Mitchell (1963), Claude Nougaro, Pierre Perret, Édith Piaf, Michel Polnareff (1966), Coco Briaval (1966, 1967), Dick Rivers et Les Chats Sauvages (1961), Tino Rossi (1963, 1973), Michel Sardou, Alan Stivell (1957, 1972), Michèle Torr, Sylvie Vartan (1961, 1968), Gilles Vigneault (1969), ...
Artistes étrangers
Count Basie (1957), Chuck Berry (1967), The Beatles (19 janvier 1964,), Adriano Celentano (1962), Chubby Checker (1961), Bob Dylan (1966), Steve Fiset (1957), Ella Fitzgerald (1957), Billy Fury (1961), Rory Gallagher (1974), Jimi Hendrix (1966), Frankie Laine (1957), Led Zeppelin (1969), Brenda Lee (1962), Trini Lopez (1964), Manassas (1972), Los Machucambos (1965), Martha and the Vandellas (1965), The Miracles (1965), The Moody Blues, The Rolling Stones (1964), The Platters (1961), Cliff Richard and The Shadows (1964), The Shadows, (1961), Sonny and Cher, Status Quo (1975), The Supremes (1965), Vince Taylor (1965), Otis Redding (1966), Earl Van Dyke et les Soul Brothers (1965), The Who, Stevie Wonder (1965), ...
Sketch
Pierre Dac et Francis Blanche y ont enregistré en 1960 la version classique de leur sketch Le Sâr Rabindranath Duval (1957).